# Цзюань
Цзюа́нь (свиток; кит. упр. 卷, пиньинь juàn) — единица измерения объёма текста в Китае. Первоначально обозначала кусок шёлка, который до изобретения бумаги использовался в качестве материала для записи и хранения рукописей. Помимо цзюаней (рукописей на шелке), в древнем Китае существовала ещё одна единица исчисления — пянь (связка; 篇), которая обозначала связку дощечек из бамбука с записанным на них текстом.
В зависимости от объёма сочинения слово цзюань на другие языки может переводиться как том, глава, часть или не переводиться вовсе. Например: В третьем цзюане Ши цзи сказано…